# 스롤란 마이러브
스롤란 마이러브(Same Same But Different)는 독일에서 제작된 데틀레프 북 감독의 2009년 드라마, 멜로/로맨스 영화이다. 데이빗 크로스 등이 주연으로 출연하였다.

## 출연

### 주연
- 데이빗 크로스
- 아핀야 사쿨자로엔숙

### 조연
- 애나톨 토브맨
- 마리오 아도프
- 찰리 후브너
- 미카엘 글라보거
- 마이클 오스트로스키
- 완다 바드왈
- 다니엘 노케
- 스테판 코나스케

## 제작진
- 원작자: 벤자민 프루퍼
- 라인프로듀서: 마르틴 로흐벡
- 미술: 우도 크레이머